# موعد مع الحياة (فلم)
موعد مع الحياة (بالإنجليزية: Maw`ed Ma` al-Hayat) هو فيلم دراما تم إنتاجه في مصر وصدر في سنة 1953. الفيلم من تأليف وإنتاج وإخراج عز الدين ذو الفقار.

## بطولة
- فاتن حمامة
- شادية
- شكري سرحان
- عمر الحريري
- حسين رياض

## القصة
يربط الحب بين آمال والمهندس أحمد، تقيم معها صديقتها فاطمة ابنة ناظر العزبة والتي تحب الدكتور ممدوح، يكتشف الدكتور الكبير أن إبنته آمال مريضة بالقلب وحالتها خطيرة عنها. إلا إنها بالصدفة تعلم. تعمل جاهدة لينصرف عنها أحمد وإيهامه بعدم حبها له. ينتاب آمال من اليأس ولكن تجرى لها عملية جراحية ناجحة ليعود الصفاء بينها وبين أحمد الذي يتفهم الموقف ويستعد للزواج منها وكذلك ممدوح من فاطمة.

## روابط خارجية
- مقالات تستعمل روابط فنية بلا صلة مع ويكي بيانات